# Matt Gaetz
Matthew Louis Gaetz II (/ɡeɪts/ Hollywood, Florida, 7 mei 1982) is een Amerikaanse politicus die van 2017 tot aan zijn aftreden op 13 november 2024 vertegenwoordiger was voor Florida's 1st congressional district. Zijn district omvatte alle provincies Escambia, Okaloosa en Santa Rosa, en delen van Walton County. Als lid van de Republikeinse Partij wordt hij algemeen beschouwd als een fervent voorstander van extreemrechtse politiek en als een bondgenoot van Donald Trump. 
De verkozen president Donald Trump droeg Gaetz in 2024 voor als procureur-generaal van de Verenigde Staten, maar hij trok zelf zijn kandidatuur in wegens controverse rond zijn persoon. Sinds 2025 is hij tv-presentator. 

## Levensloop
Gaetz is de zoon van de vooraanstaande politicus uit Florida, Don Gaetz, en de kleinzoon van de politicus uit North Dakota, Jerry Gaetz. Hij groeide op in Fort Walton Beach, Florida. 
Na zijn afstuderen aan de William & Mary Law School in Williamsburg, Virginia, werkte hij kort in de particuliere sector voordat hij zich kandidaat stelde voor het ambt van afgevaardigde van de staat. Van 2010 tot 2016 was hij lid van het Huis van Afgevaardigden van Florida en hij kreeg nationale aandacht voor zijn verdediging van de "stand-your-ground"-wet van Florida. In 2016 werd hij verkozen tot het Huis van Afgevaardigden van de Verenigde Staten, en werd herkozen in 2018, 2020, 2022 en 2024.
Gaetz' termijn als congreslid werd gekenmerkt door controverses. In 2020 werd hij beschuldigd van kindersekshandel en verkrachting van minderjarigen . Na een onderzoek besloot het Amerikaanse ministerie van Justitie (DOJ) in 2023 geen aanklacht tegen hem in te dienen.
In oktober 2023 diende Gaetz een motie in om de positie van voorzitter van het Amerikaanse Huis van Afgevaardigden vrij te maken, wat resulteerde in het ontslag van Kevin McCarthy als voorzitter. De acties van Gaetz bij het leiden van de motie waren onderdeel van bredere spanningen binnen de Republikeinse Partij, waarbij veel leden kritisch stonden tegenover McCarthy's leiderschap en de behandeling van verschillende wetgevende kwesties.
Op 13 november 2024 droeg de aankomend president Trump Gaetz voor als aankomend procureur-generaal van de Verenigde Staten. Kort na de aankondiging nam Gaetz ontslag uit het Huis van Afgevaardigden. Die voordracht leidde tot verrassing, ongerustheid en negatieve ontvangst bij sommige Republikeinen in de Senaat, omdat bij de ethische commissie van het Huis van Afgevaardigden een onderzoek liep naar Gaetz, vóór zijn aftreden als afgevaardigde. Hij werd beschuldigd van seksueel misbruik van minderjarigen, illegaal drugsgebruik, het delen van ongepaste afbeeldingen en video's op de vloer van het Huis, misbruik van staatsidentificatiegegevens, het omzetten van campagnefondsen voor persoonlijk gebruik en het aannemen van ongeoorloofde geschenken. Gaetz heeft alle beschuldigingen ontkend, maar trok zich op 21 november toch als kandidaat terug, nadat er nog meer beschuldigingen aan het licht kwamen. Trump verving hem met Pam Bondi als kandidaat procureur-generaal.
Sinds januari 2025 presenteert Gaetz het politieke praatprogramma The Matt Gaetz Show, dat doordeweeks op het conservatieve One America News Network wordt uitgezonden.

### Privé
Gaetz is gehuwd met Ginger Luckey, de zus van uitvinder Palmer Luckey.